# ミート・イズ・マーダー
『ミート・イズ・マーダー』（Meat Is Murder）は、イングランドのロック・バンド、ザ・スミスが1985年2月に発表した2作目のスタジオ・アルバム。コンピレーション・アルバム『ハットフル・オブ・ホロウ』（1984年）も含めれば通算3作目のアルバムに当たる。

## 背景
ザ・スミスのアルバムとしては初めて、スティーヴン・ストリートがレコーディング・エンジニアを務めた。なお、ストリートは1987年のアルバム『ストレンジウェイズ、ヒア・ウイ・カム』ではプロデューサーに昇格しており、ソロ転向後のモリッシーとも共同作業をしている。
「ザ・ヘッドマスター・リチュアル」は、教師による理不尽な暴力を非難した歌で、モリッシー自身の学生時代の体験が元になっている。「バーバリズム・ビギンズ・アット・ホーム」は、ザ・スミス結成前のジョニー・マーとアンディ・ルークが作った曲が元になっており、ルークは当時、スタンリー・クラーク、ジェームス・ジェマーソン、マーク・キングといったファンク・ベーシストに傾倒していたという。本作のタイトル曲は、自身も10代の頃から菜食主義であったモリッシーが動物の権利について言及した曲で、ジョニー・マーは2010年のインタビューにおいて「多くの人々が20年にわたって『ミート・イズ・マーダー』をきっかけに菜食主義者になったと語ってくれたのは、本当に誇らしいことだよ」とコメントしている。

## リリース
ジャケットの写真は1968年の反戦映画『In the Year of the Pig』からの引用で、オリジナルの写真はヘルメットに「MAKE WAR NOT LOVE」という文字が書かれていたが、本作のジャケットでは「MEAT IS MURDER」に差し替えられた。イギリス初回盤LP (ROUGH 81)は9曲入りだったが、サイアー・レコードから発売されたアメリカ盤LPはB面1曲目に「ハウ・スーン・イズ・ナウ?」が追加され、後の再発CDも同曲を含む10曲入りとなった。
日本盤LPの帯には「肉喰うな！」という文字が書かれている。後に再発された日本盤紙ジャケットCDでも同様である。

## ツアー
バンドは本作リリース後の2月27日に全英ツアーを開始し、最終日の4月6日のロイヤル・アルバート・ホール公演では、ピート・バーンズがゲスト参加して「バーバリズム・ビギンズ・アット・ホーム」をモリッシーとデュエットした。5月にはヨーロッパ・ツアーを行うが、サン・セバスティアン公演は機材が揃わずにキャンセルとなり、オーディエンスが投石するトラブルが起きた。そして、6月7日から29日に北米ツアーが行われ、その間にジョニー・マーはガールフレンドのアンジーと結婚式を挙げた。

## 反響
全英アルバムチャートでは自身初の1位獲得を果たし、合計13週トップ100入りした。ただし、本作からシングル・カットされた「ザット・ジョーク・イズント・ファニー・エニモア」はセールス的に大きな成功を収められず、全英シングルチャートでは最高49位に終わった。
ニュージーランドのアルバム・チャートでは合計9週トップ50入りし、最高13位を記録した。アメリカでは、1985年5月11日付のBillboard 200で最高110位を記録した。

## 評価・影響
Stephen Thomas Erlewineはオールミュージックにおいて5点満点中3.5点を付け「ザ・スミスは実質的な2作目の『ミート・イズ・マーダー』において、デビュー作のジャラジャラとしたギター・ポップを洗練させる一方で、多様化を始めていった。言い換えれば、グループがどのような方向に進むべきか不確かだった岐路を記録した作品である」と評している。
『ローリング・ストーン』誌が選出した「オールタイム・グレイテスト・アルバム500」では296位にランク・イン。また、2013年10月24日付の『NME』誌で選出された「オールタイム・グレイテスト・アルバム500」では254位となった。
PETAが2016年にリリースしたコンピュータゲーム「This Beautiful Creature Must Die」では、本作のタイトル曲のチップチューン・ヴァージョンが使用されている。

## 収録曲
全曲とも作詞はモリッシー、作曲はジョニー・マーによる。
1. ザ・ヘッドマスター・リチュアル "The Headmaster Ritual" – 4:52
2. ラショーム・ラフィアンズ "Rusholme Ruffians" – 4:20
3. アイ・ウォント・ザ・ワン・キャント・ハヴ "I Want the One I Can't Have" – 3:13
4. ホワット・シー・セッド "What She Said" – 2:42
5. ザット・ジョーク・イズント・ファニー・エニモア "That Joke Isn't Funny Anymore" – 4:58
6. ハウ・スーン・イズ・ナウ? "How Soon Is Now?" – 6:46
7. ノーホエア・ファースト "Nowhere Fast" – 2:37
8. ウェル・アイ・ワンダー "Well I Wonder" – 4:00
9. バーバリズム・ビギンズ・アット・ホーム "Barbarism Begins at Home" – 6:57
10. ミート・イズ・マーダー "Meat Is Murder" – 6:08

## 参加ミュージシャン
- モリッシー - ボーカル
- ジョニー・マー - ギター、ピアノ
- アンディ・ルーク - ベース
- マイク・ジョイス - ドラムス